# Tomasz Miłkowski
Tomasz Maciej Miłkowski (ur. 15 września 1970 w Rudzie Śląskiej) – nadinspektor Policji, doktor nauk prawnych, generał brygady Służby Ochrony Państwa. W latach 2016–2017 Komendant Wojewódzki Policji w Krakowie, 2017–2018 Szef Biura Ochrony Rządu, komendant Służby Ochrony Państwa (2018–2019). Pełnomocnik Wojewody Śląskiego do spraw Realizacji Narodowego Programu Szczepień przeciw COVID–19.

## Życiorys
Służbę w Policji rozpoczął w 1991, pełniąc ją początkowo w pionie prewencji Komisariatu IV w Rudzie Śląskiej. W 1995 ukończył Wyższą Szkołę Policji w Szczytnie, następnie pracował w pionie dochodzeniowo-śledczym Komendy Rejonowej Policji w Rudzie Śląskiej, po czym awansował do Wydziału do Walki z Przestępczością Gospodarczą Komendy Wojewódzkiej Policji w Katowicach.
Od 2000 związany był ze Szkołą Policji w Katowicach, odpowiadając w trakcie pracy w tej szkole za komórki organizacyjne związane z logistyką, kadrami i zarządzaniem oraz dydaktyką; był kierownikiem Zakładu Prawa i Psychologii. W 2010 na podstawie napisanej pod kierunkiem Eugeniusza Zwierzchowskiego rozprawy doktorskiej pt. Obrońca Ludu jako strażnik praw podstawowych w Konstytucji Hiszpanii z 1978 uzyskał na Wydziale Prawa i Administracji Uniwersytetu Śląskiego w Katowicach stopień doktora nauk prawnych w zakresie prawa (specjalność prawo konstytucyjne). Od 2007 był radcą, do jego zadań należała koordynacja współpracy międzynarodowej oraz obsługa funduszy pomocowych. W 2011 został zastępcą komendanta do spraw logistycznych Szkoły Policji w Katowicach.
W czerwcu 2014 objął stanowisko Zastępcy Komendanta Wojewódzkiego Policji we Wrocławiu. 1 lutego 2016 został Komendantem Wojewódzkim Policji w Krakowie, zastępując Mariusza Dąbka; odpowiadał m.in. za wizytę papieża Franciszka podczas Światowych Dni Młodzieży. 26 kwietnia 2017 powołany na stanowisko Szefa Biura Ochrony Rządu przez Prezes Rady Ministrów Beatę Szydło, w miejsce Tomasza Kędzierskiego. Miał kierować instytucją do czasu jej przekształcenia w Państwową Służbę Ochrony (ówcześnie planowana nazwa dla urzędu). Funkcjonariusz Tomasz Miłkowski został pierwszym Szefem BOR przeniesionym bezpośrednio z Policji.

## Odznaczenia
- Srebrny Medal za Długoletnią Służbę[8]
- Złota Odznaka „Zasłużony Policjant”[8]
- Brązowy Medal za Zasługi dla Policji[8]